# Borkowo Lęborskie
Borkowo Lęborskie (kaszb. Bòrkòwò Lãbòrsczé, niem. Borkow) – wieś kaszubska w Polsce, położona w województwie pomorskim, w powiecie wejherowskim, w gminie Choczewo, na obszarze Pobrzeża Kaszubskiego. Wieś jest siedzibą sołectwa Borkowo Lęborskie, w którego skład wchodzi również: Borkówko.
W latach 1975–1998 miejscowość administracyjnie należała do województwa gdańskiego.

## Integralne części wsi
| SIMC    | Nazwa    | Rodzaj     |
| ------- | -------- | ---------- |
| 0160212 | Borkówko | przysiółek |

## Zabytki
- dwór z XVIII w. rodziny von Tessmar z parkiem, neoklasycystyczny, parterowy z pozornym ryzalitem na osi fasady[10]; obecnie hotel i restauracja „Pałac pod Czerwonym Bukiem”[11]

## Demografia
Współczesna struktura demograficzna wioski Borkowo Lęborskie na podstawie danych z lat 1995–2009 według roczników GUS-u, z prezentacją danych z 2002 roku:

| WYSZCZEGÓLNIENIE | WYSZCZEGÓLNIENIE | WYSZCZEGÓLNIENIE | WYSZCZEGÓLNIENIE | WYSZCZEGÓLNIENIE | J. m.       | POPULACJA MIESZKAŃCÓW (w przedziałach wiekowych w 2002 roku) | POPULACJA MIESZKAŃCÓW (w przedziałach wiekowych w 2002 roku) | POPULACJA MIESZKAŃCÓW (w przedziałach wiekowych w 2002 roku) | POPULACJA MIESZKAŃCÓW (w przedziałach wiekowych w 2002 roku) | POPULACJA MIESZKAŃCÓW (w przedziałach wiekowych w 2002 roku) | POPULACJA MIESZKAŃCÓW (w przedziałach wiekowych w 2002 roku) | POPULACJA MIESZKAŃCÓW (w przedziałach wiekowych w 2002 roku) | POPULACJA MIESZKAŃCÓW (w przedziałach wiekowych w 2002 roku) | POPULACJA MIESZKAŃCÓW (w przedziałach wiekowych w 2002 roku) | POPULACJA MIESZKAŃCÓW (w przedziałach wiekowych w 2002 roku) |
| WYSZCZEGÓLNIENIE | WYSZCZEGÓLNIENIE | WYSZCZEGÓLNIENIE | WYSZCZEGÓLNIENIE | WYSZCZEGÓLNIENIE | J. m.       | OGÓŁEM                                                       | 0-9                                                          | 10-19                                                        | 20-29                                                        | 30-39                                                        | 40-49                                                        | 50-59                                                        | 60-69                                                        | 70-79                                                        | 80 +                                                         |
| ---------------- | ---------------- | ---------------- | ---------------- | ---------------- | ----------- | ------------------------------------------------------------ | ------------------------------------------------------------ | ------------------------------------------------------------ | ------------------------------------------------------------ | ------------------------------------------------------------ | ------------------------------------------------------------ | ------------------------------------------------------------ | ------------------------------------------------------------ | ------------------------------------------------------------ | ------------------------------------------------------------ |
| I.               | OGÓŁEM           | OGÓŁEM           | OGÓŁEM           | OGÓŁEM           | os.         | 134                                                          | 22                                                           | 22                                                           | 16                                                           | 14                                                           | 29                                                           | 11                                                           | 8                                                            | 7                                                            | 5                                                            |
| I.               | —                | odsetek          | odsetek          | odsetek          | %           | 100                                                          | 16,4                                                         | 16,5                                                         | 11,9                                                         | 10,4                                                         | 21,7                                                         | 8,2                                                          | 6                                                            | 5,2                                                          | 3,7                                                          |
| I.               | 1.               | WEDŁUG PŁCI      | WEDŁUG PŁCI      | WEDŁUG PŁCI      | WEDŁUG PŁCI | WEDŁUG PŁCI                                                  | WEDŁUG PŁCI                                                  | WEDŁUG PŁCI                                                  | WEDŁUG PŁCI                                                  | WEDŁUG PŁCI                                                  | WEDŁUG PŁCI                                                  | WEDŁUG PŁCI                                                  | WEDŁUG PŁCI                                                  | WEDŁUG PŁCI                                                  | WEDŁUG PŁCI                                                  |
| I.               | 1.               | A.               | Mężczyzn         | Mężczyzn         | os.         | 77                                                           | 15                                                           | 12                                                           | 9                                                            | 11                                                           | 17                                                           | 7                                                            | 3                                                            | 1                                                            | 2                                                            |
| I.               | 1.               | A.               | —                | odsetek          | %           | 57,5                                                         | 11,2                                                         | 9                                                            | 6,7                                                          | 8,2                                                          | 12,7                                                         | 5,2                                                          | 2,3                                                          | 0,7                                                          | 1,5                                                          |
| I.               | 1.               | B.               | Kobiet           | Kobiet           | os.         | 57                                                           | 7                                                            | 10                                                           | 7                                                            | 3                                                            | 12                                                           | 4                                                            | 5                                                            | 6                                                            | 3                                                            |
| I.               | 1.               | B.               | —                | odsetek          | %           | 42,5                                                         | 5,2                                                          | 7,5                                                          | 5,2                                                          | 2,2                                                          | 9                                                            | 3                                                            | 3,7                                                          | 4,5                                                          | 2,2                                                          |

 Rysunek 1.1 Piramida populacji — struktura płci i wieku wioski
| I. | OGÓŁEM | OGÓŁEM  | OGÓŁEM            | OGÓŁEM            | OGÓŁEM            | os.     | 134     | 77      | 57      |         |         |         |         |         |         |         |         |         |         |         |
| I. | —      | odsetek | odsetek           | odsetek           | odsetek           | %       | 100     | 57,5    | 42,5    |         |         |         |         |         |         |         |         |         |         |         |
| I. | 1.     | W WIEKU | W WIEKU           | W WIEKU           | W WIEKU           | W WIEKU | W WIEKU | W WIEKU | W WIEKU | W WIEKU | W WIEKU | W WIEKU | W WIEKU | W WIEKU | W WIEKU | W WIEKU | W WIEKU | W WIEKU | W WIEKU | W WIEKU |
| I. | 1.     | A.      | Przedprodukcyjnym | Przedprodukcyjnym | Przedprodukcyjnym | os.     | 37      | 24      | 13      |         |         |         |         |         |         |         |         |         |         |         |
| I. | 1.     | A.      | —                 | odsetek           | odsetek           | %       | 27,6    | 17,9    | 9,7     |         |         |         |         |         |         |         |         |         |         |         |
| I. | 1.     | B.      | Produkcyjnym      | Produkcyjnym      | Produkcyjnym      | os.     | 79      | 49      | 30      |         |         |         |         |         |         |         |         |         |         |         |
| I. | 1.     | B.      | —                 | odsetek           | odsetek           | %       | 59      | 36,6    | 22,4    |         |         |         |         |         |         |         |         |         |         |         |
| I. | 1.     | B.      | a.                | mobilnym          | mobilnym          | os.     | 53      | 33      | 20      |         |         |         |         |         |         |         |         |         |         |         |
| I. | 1.     | B.      | a.                | —                 | odsetek           | %       | 39,6    | 24,7    | 14,9    |         |         |         |         |         |         |         |         |         |         |         |
| I. | 1.     | B.      | b.                | niemobilnym       | niemobilnym       | os.     | 26      | 16      | 10      |         |         |         |         |         |         |         |         |         |         |         |
| I. | 1.     | B.      | b.                | —                 | odsetek           | %       | 19,4    | 11,9    | 7,5     |         |         |         |         |         |         |         |         |         |         |         |
| I. | 1.     | C.      | Poprodukcyjnym    | Poprodukcyjnym    | Poprodukcyjnym    | os.     | 18      | 4       | 14      |         |         |         |         |         |         |         |         |         |         |         |
| I. | 1.     | C.      | —                 | odsetek           | odsetek           | %       | 13,4    | 3       | 10,4    |         |         |         |         |         |         |         |         |         |         |         |

## Literatura
1. Bielec Jan (red.), Szwałek Stanisława: Wykaz urzędowych nazw miejscowości w Polsce. Ministerstwo Administracji, Gospodarki Terenowej i Ochrony Środowiska. T. I: A - J. Warszawa: GUS, 1980. Brak numerów stron w książce
2. Sitek Janusz: Nazwy geograficzne Rzeczypospolitej Polskiej. Ministerstwo Gospodarki Przestrzennej i Budownictwa, Główny Geodeta Kraju, Urząd Rady Ministrów, Komisja Ustalania Nazw Miejscowości i Obiektów Fizjograficznych. Warszawa: Państwowe Przedsiębiorstwo Wydawnictw Kartograficznych im. Eugeniusza Romera, 1991. ISBN 83-7000-071-1. Brak numerów stron w książce